# 日本PMC研修学校
日本PMC研修学校（にほんピーエムシーけんしゅうがっこう）は、日本リサイクル緑化協会が運営する認定職業訓練による職業能力開発校。

## 概要
日本リサイクル緑化協会は、群馬県渋川市の異業種交流会が開発し、1994年に緑化、治山工事で採用されている人工土壌「ネオソイル」を使ったリサイクル緑化工法（PMC工法）を全国への普及活動を行っている任意団体で、この工法を実用化した特許・登録商標を1993年に取得、全国各地に工法の正しい普及と技術者養成の観点から職業訓練施設を開設した。

## 沿革
- 1992年 - PMC工法の普及のため、「日本PMC研修学校」を設立

## 所在地
- 群馬県北群馬郡吉岡町小倉827-123[1]

## 参考
- 日刊産業新聞（ユーザー・建設・プロジェクト）平成9年4月11日刊「緑化事業提案・普及へ連携」
- 日刊産業新聞・平成9年3月10日刊（明日を拓くテクノ企業－市場創生の新技術）「汚泥・廃木材リサイクル＆炭化・燻煙システム」
- 治山（平成7年3月号“現場から”）「山腹緑化の基盤材に産業廃棄物を利用したリサイクル緑化工法について」
- 森林と山村と林道、林道研究会発足30年記念シンポジウム及び懸賞論文集〔日本林道協会発行〕
- 「有機性廃棄物『公共下水汚泥』による法面緑化工法に関する報告」有機性廃棄物、特に公共下水道の汚泥を主材料に法面緑化の植生用材として活用する工法の施工方法とその効果についての調査結果報告
- 上毛新聞1面・平成6年12月28「“群馬方式”全国へ発信」
- 河北新聞（自然派見聞）平成6年12日刊「人工土壌で緑化」
- 日刊工業新聞平成6年6月22日刊「日本製紙・再利用緑化工法を拡販」
- ぐんま経済新聞・1面平成6年7月28日刊「下水汚泥のリサイクルに脚光・全国初」
- 上毛新聞・平成4年6月22日刊「技術者養成校を設立」
- 上毛新聞・平成3年10月3日刊「再生人工土壌を開発」
- 林道（1986年2月号）「調査研究・ピーエム工法について」
- 日刊建設新聞・昭和60年2月22日刊
- ぐんま経済新聞・昭和59年9月20日刊「日本ピーエム緑化協会全国組織へ動く」